# Osterholz-Scharmbeck
Osterholz-Scharmbeck là một thị xã, huyện lỵ cua huyện Osterholz, bang Niedersachsen, Đức. Đô thị này có diện tích km². Osterholz-Scharmbeck tọa lạc giữa các thành phố Bremen và Bremerhaven.
Các đơn vị phụ cận:
- Bremen (22 km)
- Delmenhorst (31 km)
- Achim (37 km)
- Bremerhaven (39 km)
- Brake (40 km)
- Zeven (41 km)
- Bremervörde (43 km)
- Nordenham (46 km)
- Oldenburg (48 km)
- Rotenburg (50 km)

Các khu dân cư:
- Freißenbüttel
- Garlstedt
- Heilshorn
- Hülseberg
- Ohlenstedt
- Pennigbüttel
- Sandhausen
- Scharmbeckstotel
- Teufelsmoor